# Charlotte Bill
Charlotte Jane "Lalla" Bill (1875-1964) foi a babá dos filhos do duque e da duquesa de Iorque (mais tarde rei Jorge V e rainha Maria). Ela esteve mais envolvida com o filho mais novo do casal, o príncipe João, de quem foi governanta de 1905 até sua morte em 1919.

## Trabalho
Lalla começou a trabalhar na Sandringham House como sub-enfermeira das crianças Iorque. Sob as ordens da enfermeira-chefe, ela ficou chocada com o tratamento dado às crianças reais. A enfermeira parecia ressentir-se de cada nova adição ao berçário e negligenciava o segundo filho dos duques, Bertie (mais tarde rei Jorge VI), a ponto do menino adoecer. Essa funcionária, no entanto, tinha boas referências por ter servido anteriormente aos duques de Newcastle. Quando Lalla expressou suas preocupações sobre sua superiora, soube que ela havia sido abandonada pelo marido e não havia tido filhos, sofrendo desde então de um instinto maternal deformado e frustrado. Com sua demissão, em 1897, Lalla foi nomeada em seu lugar.
À medida que as crianças reais cresciam, ela tornou-se mais próxima do filho mais novo dos duques, o príncipe João, que sofria de epilepsia e dificuldades de aprendizagem causados por um possível autismo. Embora o príncipe tenha permanecido inicialmente na York Cottage, a residência de seus pais, ele passou seus últimos anos na Wood Farm, uma propriedade dentro dos limites da Sandringham House, que foi adaptada em 1917 para recebê-lo. Lalla cuidou de Johnny, como o príncipe era chamado em família, até sua morte por uma grave crise epilética, em 18 de janeiro de 1919, pouco após o término da Primeira Guerra Mundial. Foi a própria governanta quem telefonou à rainha Maria para informá-la de sua morte. Ela também assistiu ao sepultamento do príncipe, na igreja de Santa Maria Madalena, em Sandringham.

## Após a morte do príncipe João
Lalla permaneceu dedicada à memória do jovem príncipe até a sua própria morte, na década de 1960, aos quase noventa anos de idade. Em uma visita à sua casa, o duque de Windsor notou que o primeiro objeto que viu ao entrar foi uma grande foto de Johnny sobre a lareira.

## Representação na cultura
No filme The Lost Prince (2003), dirigido por Stephen Poliakoff, Lalla é representada pela atriz Gina McKee.